# Lew Sacharowitsch Mechlis

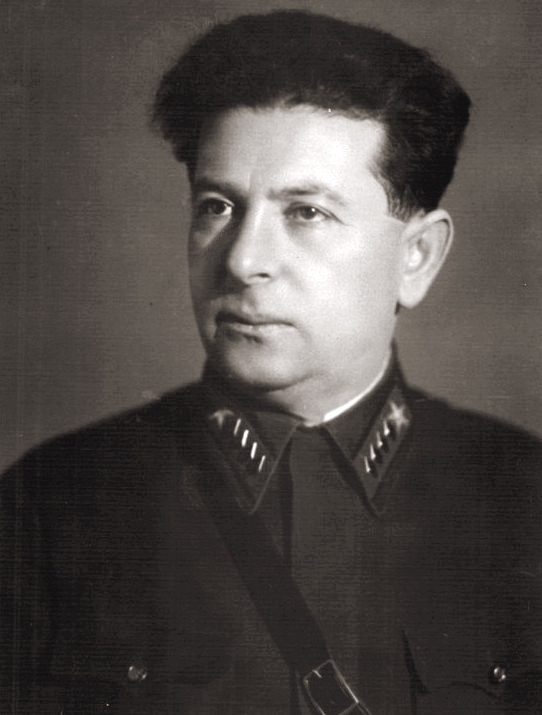
Lew Mechlis 1941

Lew Sacharowitsch Mechlis (russisch Лев Захарович Мехлис; * 1. Januarjul. / 13. Januar 1889greg. in Odessa; † 13. Februar 1953 in Moskau) war ein sowjetischer Politiker.

## Leben
Zwischen 1907 und 1910 trat der Arbeitersohn Mechlis in die Jüdische Sozialdemokratische Arbeiterpartei „Poalei Tzion“ ein. 1911 eingezogen, war er als Artillerist Weltkriegsteilnehmer und trat zunächst der RSDRP als Menschewik bei, um 1918 zu den Bolschewiki der KPR (B) zu wechseln. Für die Partei arbeitete er in Odessa, Jeisk und Charkow. 1919 wurde er Politkommissar einer Brigade und später einer Division der Roten Armee. Im Russischen Bürgerkrieg kämpfte er gegen die Weiße Armee Denikins in der Ukraine.
Nach einigen Stationen beim Zentralkomitee des Rates der Volkskommissare, genauer im Volkskommissariat der Arbeiter und Bauern-Inspektion unter Josef Stalins Leitung, war er von 1923 bis 1930 Sekretär des nunmehr zum Generalsekretär gewählten Stalin, dessen Vertrauen er genoss. Nach einem Studium an der Kommunistischen Akademie und dem Institut der Roten Professur wurde er 1930 Herausgeber der Parteizeitung Prawda. Seit dem 17. Parteikongress 1934 Kandidat, ernannte man ihn 1939 zum Mitglied des Zentralkomitees der Partei. 1940 bis 1941 und 1946 bis 1950 war er Volkskommissar für staatliche Kontrolle. Durch Stalins beständige Mahnung zur Wachsamkeit gegenüber „Feinden des Volkes“ wurde Mechlis selbst zum Denunzianten.
Mechlis wurde zum Armee-Kommissar 1. Grades ernannt, was dem Rang eines Armeegenerals entsprach. 1937–1940 leitete er die politische Abteilung der Roten Armee und verhaftete persönlich die Mehrzahl der Kommandeure der Fernostarmee Blüchers. Um Defätismus vorzubeugen, ernannte ihn Stalin 1941, nachdem er selbst das Amt des Volkskommissars für Verteidigung übernommen hatte, zu seinem Stellvertreter. Anfang 1942 wurde Mechlis als Vertreter des Hauptquartiers zur Krimfront auf die Krim geschickt. Wegen militärischer Unfähigkeit, Undiszipliniertheit und Nichtausführung von Befehlen wurde er zum Generalleutnant degradiert, weil er nichts unternahm, um die Krimfront auf die Verteidigung vorzubereiten.
Als Vertreter der Partei mischte er sich in die strategischen und taktischen Planungen der Militärs und denunzierte zahlreiche Kommandeure. Konstantin Simonow schrieb die Niederlage von Kertsch Mechlis zu, der unter anderem das Schanzen verboten hatte, um den „offensiven Geist der Soldaten nicht zu schmälern“. Simonow hat Mechlis in seiner Romantrilogie über den Großen Vaterländischen Krieg unter dem Namen „Lwow“ verarbeitet.
Den Rest des Krieges verbrachte er als 1. Mitglied des Kriegsrates in den Stäben verschiedener Fronten (Heeresgruppen). Dabei wurde er von Front zu Front versetzt, weil es immer wieder Auseinandersetzungen mit dem jeweiligen Oberbefehlshaber gab. Mechlis war womöglich der meistgehasste Mensch in der Roten Armee, viele Marschalle und Generäle zeigten in ihren Memoiren ihre absolut negative Meinung über Mechlis.
Von 1937 bis 1950 war Mechlis Mitglied des Obersten Gerichtshofes der UdSSR und von 1938 bis 1952 zudem des Orgbüros des Zentralkomitees der KPdSU. Am 27. Oktober 1950 wurde er aus gesundheitlichen Gründen pensioniert. Nach dem Tod Mechlis’ wurde seine Urne an der Kremlmauer in Moskau beigesetzt.
Mechlis war mit Jelisaweta Abramowna Mlynartschik († 1973) verheiratet und hatte einen Sohn Leonid (* 1922).

## Auszeichnungen
- 4 Leninorden
- Kutusoworden 1. Grades
- Orden des Roten Sterns
- Suworoworden 1. Grades
- 2 Rotbannerorden